# Mil sueños (canción)
«Mil Sueños» es el segundo sencillo del álbum Zero de la banda chilena Rekiem.

## Video musical
El Videoclip fue dirigido por el diseñador gráfico y animador 3D Sebastian Pagueguy. Este video lograría alcanzar el número 1 de la cuenta los 10 + pedidos Rock y se mantendría alrededor de 2 meses en la cima del conteo.

## Otras versiones
- Existe una versión acústica de la canción en el mismo álbum Zero.

- Datos: Q6016217